# سنغ ندونغ (لاعب كرة قدم)
سنغ ندونغ (بالإنجليزية: Sang Ndong)‏ هو لاعب كرة قدم ومدرب كرة قدم غامبي، ولد في القرن العشرين في غامبيا. شارك مع منتخب غامبيا لكرة القدم.

## وصلات خارجية
- سنغ ندونغ (لاعب كرة قدم) على موقع الاتحاد الدولي (مؤرشف)  (الإنجليزية)
- سنغ ندونغ (لاعب كرة قدم) على موقع ناشيونال فوتبول تيمز (الإنجليزية)
- سنغ ندونغ (لاعب كرة قدم) على موقع عالم كرة القدم.نت (الإنجليزية)